# Tsitana
Tsitana là một chi bướm ngày thuộc họ Bướm nâu được tìm thấy chủ yếu ở Châu Phi.

## Các loài
Các loài gồm:
- Tsitana dicksoni Evans, 1955 – Dickson's Sylph
- Tsitana tsita (Trimen, 1870) – Dismal Sylph
- Tsitana tulbagha Evans, 1937 – Tulbagh Sylph
- Tsitana uitenhaga Evans, 1937 – Uitenhage Sylph
- Tsitana wallacei (Neave, 1910) – Wallace's Sylph